# Список замков Аргайл-энд-Бьюта
Ниже представлен список замков в округе Аргайл-энд-Бьют, Шотландия.
| Название                                         | Тип                                 | Дата постройки   | Состояние                    | Изображение | Владение                                       | Примечания |
| ------------------------------------------------ | ----------------------------------- | ---------------- | ---------------------------- | ----------- | ---------------------------------------------- | --- |
| Замок Ахалладер (англ. Achallader Castle)        | рыцарская башня                     | XVI в.           | руины                        |             | частная собственность                          | Был в собственности многих кланов, которые вносили разнообразные изменения. В 1603 году сожжён кланом Макгрегор. Находится на территории фермы. |
| Замок Ардинкейпл (англ. Ardencaple Castle)       | рыцарская башня                     | XII в.           | не сохранился (только башня) |             | Королевский военно-морской флот Великобритании | Построен лэрдами Ардинкейпла, которые к XVI веку превратились в клан Маколей. К XVIII веку замок пришёл в упадок. В 1760-х годах приобретён Джоном Кэмпбеллом, 4-м герцогом Аргайл. С 1937 года во владении военно-морского флота Великобритании. В 1957 году снесён; единственная сохранившаяся башня используется как маяк. |
| Замок Арос (англ. Aros Castle)                   | рыцарская башня                     | XIII в.          | руины                        |             |                                                | Построен кланом Макдугалл, после первой войны за независимость Шотландии перешёл к клану Макдональд, в конце XV века — к клану Маклейн. |
| Замок Баркалдин (англ. Barcaldine Castle)        | рыцарская башня                     | 1601—1609        | сохранился                   |             | частная собственность                          | Построен Дунканом Кэмпбеллом из Гленорчи. В 1692 году атакован во время резни в Гленко. В XIX веке пришёл в упадок, но позже восстановлен. В настоящее время гостиница. |
| Замок Калгари (англ. Calgary Castle)             | особняк в виде замка                | 1817—1823        | сохранился                   |             | частная собственность                          | Построен капитаном Аланом Макаскиллом (1765—1828). В честь замка назван Форт Калгари (современный Калгари, Канада). |
| Замок Карнассери (англ. Carnasserie Castle)      | рыцарская башня                     | 1565             | сохранился                   |             | Агентство «Историческая Шотландия»             | Построен церковным реформатором-протестантом Шоном Карсуэллом. В 1643 году продан сэру Дональду Кэмпбеллу; к конце XVII века пришёл в упадок. Открыт для публики. |
| Замок Каррик (англ. Carrick Castle)              | рыцарская башня                     | конец XIV в.     | восстановлен                 |             | частная собственность                          | Построен кланом Кэмпбелл. Охотничий домик короля Якова IV. Обстреливался во время Восстания Аргайла (1685). |
| Замок Клейг (англ. Claig Castle)                 | рыцарская башня                     | XIII в.          | фрагментарные руины          |             |                                                | Оплот клана Макдональд вплоть до резни в Гленко (1692), учинённой кланом Кэмпбелл по приказу короля. |
| Замок Крейгниш (англ. Craignish Castle)          | рыцарская башня                     | XVI в.           | перестроен                   |             | частная собственность                          | Родовое гнездо клана Кэмпбелл из Крейгниша. В конце XX века перестроен и разделён на отдельные квартиры. |
| Замок Дуарт (англ. Duart Castle)                 | замок                               | XIII в.          | восстановлен                 |             | Клан Маклейн                                   | Вероятно построен кланом Макдугалл, в XIV веке перешёл во владение клана Маклейн. В 1691 году захвачен Арчибальдом Кэмпбеллом, 1-й герцогом Аргайл, и частично разрушен; в 1751 году заброшен. В 1911 году выкуплен вождём клана Маклейн и восстановлен.                                                                      |
| Замок Дананс (англ. Dunans Castle)               | особняк в стиле шотландских баронов | 1864             | частично восстановлен        |             | частная собственность                          | С середины XVIII века до конца XX века во владении клана Флетчер. В 2001 году сильно пострадал при пожаре, позже частично восстановлен. |
| Замок Данаверти (англ. Dunaverty Castle)         | рыцарская башня                     | середина XIII в. | руины                        |             | частная собственность                          | Земли однажды принадлежали клану Макдональд. В 1647 году во время гражданской войны в Шотландии захвачен ковенантом Дэвидом Лесли, который учинил резню и позже разрушил замок. |
| Замок Дандерейв (англ. Dunderave Castle)         | рыцарская башня                     | XVI в.           | восстановлен                 |             | Клан Макнотен                                  | Построен кланом Макнотен. Восстановлен в 1911—1912 годах и до сих пор обитаем. |
| Замок Данолли (англ. Dunollie Castle)            | рыцарская башня                     | XIII в.          | руины                        |             |                                                | Вероятно построен королём Аргайла и Островов Дугалом (основатель клана Макдугалл) или его сыном Дунканом. Сохранившиеся руины в основном датируются XV веком. Покинут в 1746 году и пришёл в упадок. |
| Замок Данун (англ. Dunoon Castle)                | мотт и бейли                        | XIII в.          | не сохранился                |             |                                                | Построен кланом Стюарт, в XV веке передан клану Кэмпбелл. Разрушен во время Восстания Аргайла в 1685 году. |
| Замок Данстаффнидж (англ. Castle)                | крепость                            | ок. 1220         | руины                        |             | Агентство «Историческая Шотландия»             | Построен королём Аргайла Дунканом из рода Макдугаллов. В 1309 году перешёл в собственность Шотландской Короны; с 1470 года во владении клана Кэмпбелл. В 1958 году передан государству. |
| Замок Дантрун (англ. Duntrune Castle)            | рыцарская башня                     | XVII в.          | сохранился                   |             | Клан Маккаллум                                 | От изначального замка, построенного кланом Макдугалл в XIII веке, сохранилась куртина. Позже во владении клана Кэмпбелл; в 1792 году продан клану Маккаллум. Старейший непрерывно обитаемый замок на материковой Шотландии.                                                                                                   |
| Замок Даннивег (англ. Dunyvaig Castle)           | четырёхугольный замок               | XIII в.          | руины                        |             |                                                | Родовой замок клана Макдональд из Даннивега. В 1647 году захвачен ковенантами и удерживался кланом Кэмпбелл из Кодора; в 1677 разрушен. |
| Замок Финхерн (англ. Fincharn Castle)            | рыцарская башня                     | ок. 1240         | руины                        |             |                                                | Охраняется государством. |
| Замок Гленгорм (англ. Glengorm Castle)           | особняк в стиле шотландских баронов | 1860             | сохранился                   |             | частная собственность                          | Построен для Джеймса Форсайта из Куиниша. В настоящее время является гостиницей. |
| Замок Гилен (англ. Gylen Castle)                 | рыцарская башня                     | 1582             | руины                        |             |                                                | Построен кланом Макдугалл. В 1647 году захвачен и сожжён ковенантом Дэвидом Лесли (позже кавалер). В 2006 году проведены масштабные консервационные работы. |
| Замок Инис Коннел (англ. Innes Chonnel Castle)   | замок                               | XIII в.          | руины                        |             |                                                | Построен кланом Кэмпбелл. Охраняется государством. |
| Замок Инверэри (англ. Inveraray Castle)          | особняк в виде замка                | 1746—1771        | сохранился                   |             | Герцог Аргайл                                  | Неоготический особняк на месте замка XV века построен по проекту архитекторов Уильяма Адама и Роджера Морриса для Арчибальда Кэмпбелла, графа Илэй и будущего 3-го герцога Аргайл. |
| Замок Камес (англ. Kames Castle)                 | рыцарская башня                     | XVI в.           | сохранился                   |             | частная собственность                          | Земли пожалованы семье Баннатайн в XIV в. Робертом Брюсом. В 1863 году стал частью владений маркиза Бьют. Ныне частная резиденция, коттеджи сдаются в аренду. |
| Замок Келхурн (англ. Kilchurn Castle)            | рыцарская башня                     | середина XV в.   | руины                        |             | Агентство «Историческая Шотландия»             | Построен кланом Кэмпбелл. В 1760 году в замок ударила молния, он сильно пострадал и был в итоге заброшен. Открыт для публики. |
| Замок Килмахью (англ. Kilmahew Castle)           | рыцарская башня                     | XVI в.           | руины                        |             | Архиепархия Глазго                             | Построен кланом Непьер. Продан в 1820 году, в 1948 году выкуплен архиепархией Глазго. |
| Замок Килмартин (англ. Kilmartin Castle)         | рыцарская башня                     | XVI в.           | восстановлен                 |             | частная собственность                          | Был долгое время во владении клана Кэмпбелл. В 1990-е годы восстановлен, ныне гостиница. |
| Замок Килмори (англ. Kilmory Castle)             | особняк в виде замка                | 1816—1820        | сохранился                   |             | Совет округа Аргайл                            | На протяжении 250 лет (с 1575 года) земли во владении клана Кэмпбелл; до 1938 года во владении баронетов Кэмпбелл-Орд. В 1974 году приобретён Советом округа Аргайл; ныне в здании располагаются офисы. |
| (Новый) замок Лахлан (англ. New Castle Lachlan)  | особняк в стиле шотландских баронов | 1790             | сохранился                   |             | Клан Маклахлан                                 | Построен 19-м лэрдом клана клана Маклахлан в стиле королевы Анны. В 1910 году перестроен в стиле шотландских баронов. Часть здания переделана в гостиницу. |
| (Старый) замок Лахлан (англ. Old Castle Lachlan) | рыцарская башня                     | XV в.            | руины                        |             | Клан Маклахлан                                 | Построен кланом клана Маклахлан. В 1746 году после сражения при Каллодене обстрелян с моря герцогом Камберлендским, после чего был покинут и пришёл в упадок. |
| Замок Майнард (англ. Minard Castle)              | особняк в виде замка                | ок. 1848         | сохранился                   |             | частная собственность                          | Перестроен на основе более раннего строения в неотюдорском стиле для клана Кэмпбелл. Позже продан Джону Пендеру, в конце 1940-х годов — Комиссии по лесному хозяйству Великобритании, а затем — частной компании. Ныне гостиница.                                                                                             |
| Замок Мой (англ. Moy Castle)                     | рыцарская башня                     | XV в.            | руины                        |             | Клан Маклейн                                   | Построен кланом Маклейн. В 1752 году заброшен, когда было построено поместье Мой. В 2020 году проведены консервационные работы. |
| Замок Ротсей (англ. Rothesay Castle)             | шелл-кип                            | начало XIII в.   | руины                        |             | Агентство «Историческая Шотландия»             | Построен Аланом Фиц-Уолтером или Уолтером Стюартом, 3-м лордом-стюардом Шотландии. Сожжён Арчибальдом Кэмпбеллом, 9-м графом Аргайл, во время Восстания Монмута в 1685 году. Частично отреставрирован 3-м маркизом Бьют, в 1961 году передан государству.                                                                     |
| Замок Садделл (англ. Saddell Castle)             | рыцарская башня                     | 1508—1512        | восстановлен                 |             | Landmark Trust                                 | Оригинальный замок XII века построен кланом Макдональд. В 1556 году перешёл к герцогк де Шательро, а затем к Джеймсу Макдональду, вождю клана Макдональд из Даннивега. Сожжён в 1558 году, позже восстановлен; заброшен и пришёл в упадок ок. 1774 года.                                                                      |
| Замок Скипнесс (англ. Skipness Castle)           | замок                               | начало XIII в.   | руины                        |             | Агентство «Историческая Шотландия»             | Построен кланом Максуини, сильно расширялся в XIII, XIV и XVI вв. Заброшен в XVII веке. |
| Замок Сталкер (англ. Castle Stalker)             | рыцарская башня                     | ок. 1440         | восстановлен                 |             | частная собственность                          | Оригинальный донжон построен ок. 1320 года кланом Макдугалл. Ок. 1388 года земли перешли к Стюартам из Аппина, а ок. 1620 года — к клану Кэмпбелл. Частная резиденция, открыт для посещения в определённые даты. |
| Замок Суин (англ. Castle Sween)                  | рыцарская башня                     | конец XI в.      | руины                        |             | Агентство «Историческая Шотландия»             | Предположительно старейший каменный замок в Шотландии; построен основателем клана Максуини. В 1376 году перешёл к Джону I Макдональду, лорду Островов; в 1490 году передан Колину Кэмпбеллу, 1-му графу Аргайл; в 1647 году сожжён Аласдером Макдональдом; с 1933 года на попечении государства.                              |
| Замок Тарберт (англ. Tarbert Castle)             | рыцарская башня                     | XIII в.          | руины                        |             |                                                | Первые укрепления построены в XIII веке, в 1320-х годах Роберт Брюс добавил бейли и башни. сохранившиеся руины донжона датируются XVI веком. |
| Замок Торосей (англ. Torosay Castle)             | особняк в стиле шотландских баронов | 1858             | сохранился                   |             | частная собственность                          | Построен архитектором Дэвидом Брайсом для Картер-Кэмпбеллов из Поссила; продан в 1865 году и стал резиденцией клана Гатри. Продан в 2012 году продан 6-му лэрду клана Маклин; в 2017 году у замка был другой владелец. |
| Замок Торрисдейл (англ. Torrisdale Castle)       | рыцарская башня                     | 1815             | сохранился                   |             | частная собственность                          | Построен генералом Китом Макалистером и до сих пор в собственности его потомков. Расширен в 1900-е годы. Коттеджи сдаются в аренду. |
| Замок Товард (англ. Castle Toward)               | особняк в стиле шотландских баронов | 1820             | сохранился                   |             | частная собственность                          | Построен промышленником Киркманом Финли на месте средневекового замка клана Ламонт. Сильно расширен в XX веке. В 1948 году продан во владение города Глазго, с 1996 года в собственности Окружного совета Аргайл-энд-Бьюта. В 2016 году продан в частную собственность.                                                       |